# Taiji Kase
Taiji Kase (加瀬 泰治; Chiba, 9 febbraio 1929 – Parigi, 24 novembre 2004) è stato un karateka e maestro di karate giapponese.
È stato uno dei maestri più preparati e più conosciuti nell'ambito del karate, considerato come uno dei migliori combattenti ed esecutori di kata grazie alla sua abilità tecnica, alla sua esplosiva velocità e alla sua potenza.
Nel 2000 gli è stato conferito il grado di X dan, a conferma del suo immenso valore.

## La sua vita ed i suoi insegnamenti
Nasce il 9 febbraio 1929 a Chiba, in Giappone, e inizia la pratica delle arti marziali a soli sei anni. Il maestro Kase, tuttavia, non inizia con la pratica del Karate, ma con lo Jūdō.
È all'età di quindici anni che inizia a praticare il Karate alla scuola Shotokan di Tokyo. È stato allievo diretto dei maestri Gichin e Yoshitaka Funakoshi.
Il maestro Kase fa la sua comparsa sulla scena europea nel 1965, inviato con altri giovani maestri (Shirai, Kanazawa, Enoeda) nel continente dalla Japan Karate Association e da quel momento, se si escludono i brevi periodi del soggiorno belga, è sempre vissuto a Parigi.
In Europa viene subito apprezzato per le qualità sia umane che prettamente tecniche. Ciò che sorprendeva in lui era l'atteggiamento pacato e la disponibilità che dimostrava in ogni occasione con i suoi allievi, sia che si trattasse di campioni di alto grado o "semplici"  cinture nere.
La caratteristica principale del suo insegnamento è quella di separare completamente la pratica sportiva dal Karate-dō. Il Karate-dō è una via, un percorso di formazione e crescita che il maestro Kase intendeva insegnare secondo i precetti del suo maestro e fondatore del Karate Shotokan Gichin Funakoshi. Era l'incarnazione dello spirito del Karate-dō al quale ha dedicato tutta la sua vita e tutto sé stesso.
Nel 1989 fonda la W.K.S.A. (World Karate Shotokan Academy) oggi S.R.K.H.I.A. (Shotokan Ryu Kase Ha Instructor Academy), l'Accademia che si propone di unire praticanti di diversi paesi che seguendo il suo programma di insegnamento si impegnano a diffondere la vera essenza del Karate-dō Shotokan.
Era di casa anche in Italia, invitato spesso dal maestro Hiroshi Shirai per condurre al suo fianco stage e seminari. Tutti gli appassionati ricordano le dimostrazioni dei grandi maestri giapponesi al Palalido di Milano, nelle quali il Maestro Taiji Kase era sempre fra le più acclamate punte di diamante.
Durante la permanenza in Francia, ha scritto vari libri sulle arti marziali, tra i quali 5 Heian: Katas, Karaté, Shotokan (1974), 18 kata supérieurs: Karate-dô Shôtôkan Ryû (1982), e Karaté-dô kata: 5-Heian, 2-Tekki (1983).
Per i suoi atleti è l'espressione più alta del Karate Tradizionale: sono la rettitudine del suo comportamento, la sua lealtà e la profonda umanità che erano proprie di questo grande Sensei che lo fanno apprezzare da tutti i praticanti di Karate, e non solo, al di là dei diversi stili e delle singole federazioni.